# Picton Castle (schip, 1928)
De Picton Castle is een in 1928 door stoom aangedreven vistrawler. Tijdens de Tweede Wereldoorlog actief als mijnenveger, werd hij het eerste geallieerde schip dat het bevrijde Noorwegen bereikte. Daarna vanaf 1955 in Noorse dienst onder vele namen en eigenaren. Eerst omgebouwd tot vrachtschip, daarna tot koelschip en eindigend als baggerschip.
In 1993 kwam het schip in Canadese dienst en werd omgebouwd tot bark, weer met zijn oude naam: Picton Castle.

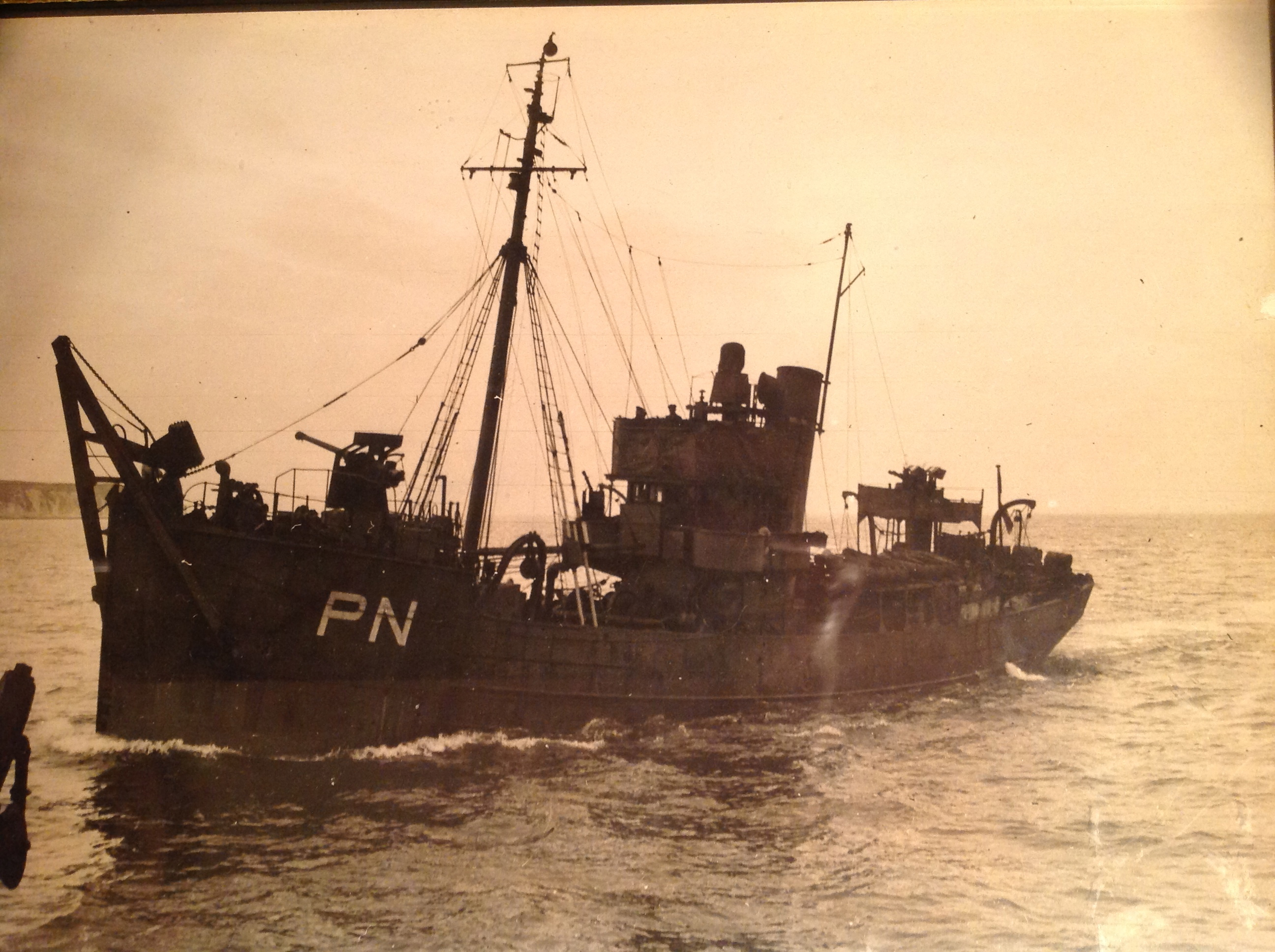
HMS Picton Castle als mijnenveger tijdens de Tweede Wereldoorlog

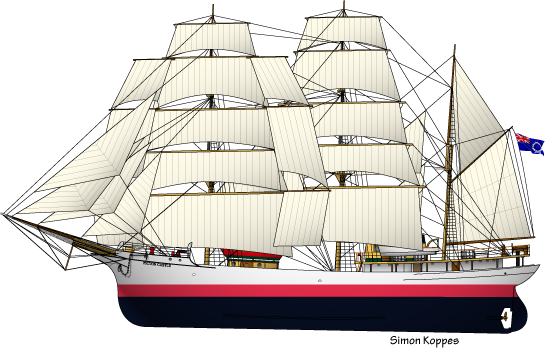
Lijntekening van de Picton Castle

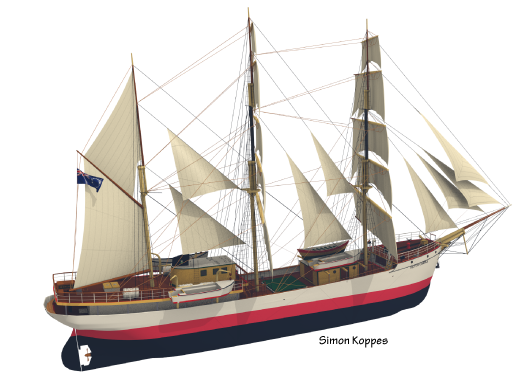
Vogelperspectief van de Picton Castle

De Picton Casle, nu een driemast bark, is oorspronkelijk, samen met vier zusterschepen, als een stoom aangedreven vistrawler gebouwd op de Cochran's Shipyard in Selby, North Yorkshire, Engeland, in opdracht van Castle Steam Trawlers uit Swansee, Wales.
In 1939 werd de trawler opgeëist door de Royal Navy om te worden ongebouwd tot een mijnenveger (wat een zeer gevaarlijke taak werd voor een stalen schip, toen de Duitsers magnetische mijnen uitvonden). Aan het einde van de oorlog was het schip mijnen aan het vegen voor de kust van Noorwegen, toen het in problemen geraakte. Besloten werd om naar de dichtstbijzijnde haven te varen: Bergen in Noorwegen. De Duitsers waren op dat moment Noorwegen aan het verlaten, waardoor de HMS Picton Castle het eerste geallieerde schip werd dat de haven binnenvoer. Sinds die tijd staat de Picton Castle bij Noren bekend als “Bevrijder van Noorwegen”.
Na de oorlog keerde het schip terug naar zijn oorspronkelijke eigenaar en werd weer uitgerust als vissersschip. In 1955 werd het schip verkocht aan de Noorse firma A.S. Einar Hausvik & Co. Het werd verbouwd tot een vrachtschip, voorzien van een dieselmotor en herdoopt in Tetys.
In 1960 verkocht aan Alf Utkilen die het schip Utstraum noemde en wijzigde in een koelschip voor het transport van bevroren vis.
In 1970 gekocht door Johan Stangeland die hem eerst Steinfrost noemde en in 1973 herdoopte in Bergfrost. In 1978 werd het schip veranderd in een baggerschip.
Verkocht in 1981 aan H.Norland en herdoopt in Tunstein.
De laatste van de Noorse eigenaren was A.Sandness, die het schip in 1984 kocht en de naam wijzigde in Dolmar. In 1990 werd het schip opgelegd.
In 1993 vond Kapitein Daniel Moreland het schip in een Noors fjord. Na enige noodzakelijke reparaties voer het schip, weer met zijn oude naam: Picton Castle over de Atlantische Oceaan naar New York. In 1996 werd het schip verplaatst naar de Canadese haven Lunenburg, Nova Scotia. Voorzien van een nieuwe boeg en drie stalen masten werd het schip nu uitgerust als een bark.
De Picton Castle wordt nu gebruikt voor lange reizen als zeilend schoolschip.

## Externe link

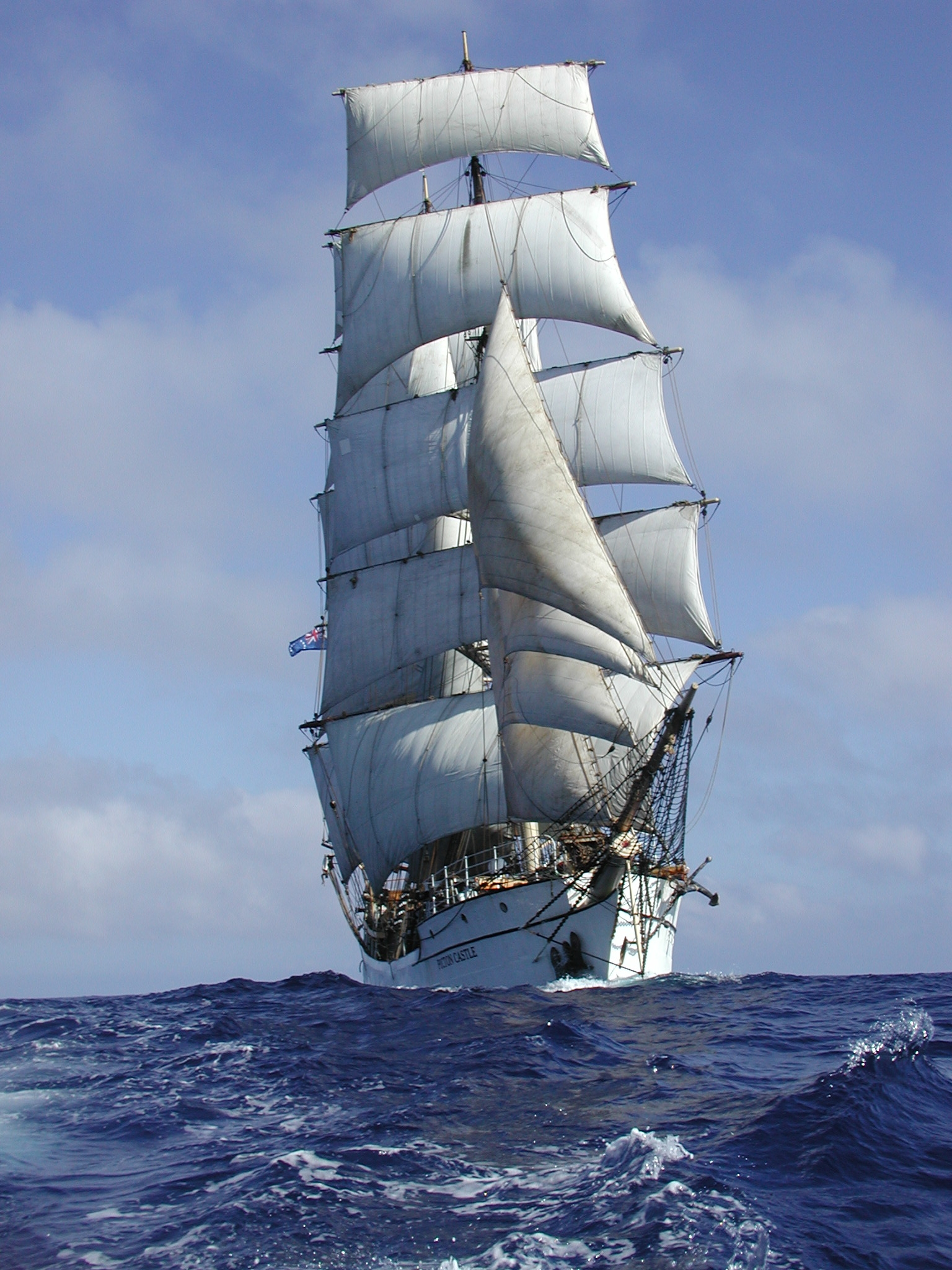
Picton Castle met volle zeilen

## Technische gegevens
- tonnage: 284 bruto
- waterverplaatsing: 300 ton
- lengte: 54,5 m over alles
- breedte: 7,3 m
- diepgang: 4,4 m
- masthoogte boven water: 29,5 m
- zeiloppervlak: 1.161 m²
- MMSI: 5180000192
- IMO: 5375010
- Call sign: E5WP